# Vela 2B

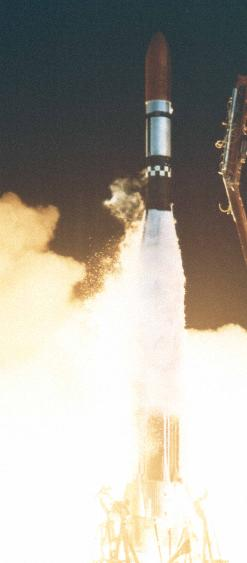
Start rakiety Atlas z satelitami Vela 2A, Vela 2B i ERS 13 na pokładzie

Vela 2B – amerykański satelita rozpoznawczy do wykrywania wybuchów i prób jądrowych na ziemi i w przestrzeni kosmicznej; pierwszy z drugiej pary satelitów serii Vela; wyniesiony razem z satelitami Vela 2A i ERS 13.
Drugorzędnym zadaniem statku były badania przestrzeni kosmicznej (promieniowania X, gamma, neutronów, pola magnetycznego i cząstek naładowanych).
Satelita był stabilizowany obrotowo (2 obr./s). Statek pracować mógł w trybie czasu rzeczywistego (jedna ramka danych na sekundę) lub w trybie zapisu danych (jedna ramka co 256 sekund). Przez pierwsze 40% czasu trwania misji używany był pierwszy tryb. Drugiego używano aż do czasu wystrzelenia następnej pary satelitów Vela.
Statek pozostaje na orbicie okołoziemskiej.

## Przyrządy
- detektora promieni rentgena i cząstek naładowanych
- detektora promieni gamma i cząstek naładowanych
- detektora neutronów

Służył do wykrywania oznak eksplozji jądrowych w przestrzeni kosmicznej, wyznaczania tła i detekcji kaskad powodowanych przez promieniowanie kosmiczne zderzające się ze statkiem. Detektor do spowalniania neutronów używał moderatora z polietylenu. Neutrony rejestrowane były przez liczniki proporcjonalne wypełnione helem-3. Każdy licznik miał swoje zasilanie i wzmacniacz, dla zapewnienia większej niezawodności. Detektor pracował w paśmie 1-100 MeV, z rozdzielczością czasową 1 sekundy. Czujnik rejestrował także protony o energiach powyżej 25 MeV, bez rozróżniania ich – był to prosty wskaźnik aktywności słonecznej.
- spektrometr elektronów i protonów

Przyrząd składał się z licznika Geigera i półkolistego analizatora elektrostatycznego. Zaprojektowane zostały do badania spektrum energetycznego i dystrybucji kątowej wiatru słonecznego i cząstek magnetosfery. Licznik mierzył elektrony o energiach powyżej 45 keV. Aperturę przyrządu stanowił stożek o kącie rozwarcia 70°. Licznik był zamontowany tak, aby oś wlotu stożka była prostopadłą do osi obrotu satelity. Licznik pracował tylko w czasie rzeczywistym – pomiary zdejmowano co 1 sekundę. Analizator był zamontowany na obwodzie statku. Pole widzenia przyrządu wynosiło 5°×90°. W trybie rzeczywistym miernik rejestrował strumień jonów lub elektronów (polaryzacja była wybierana komendą z Ziemi) w 16 logarytmicznych kanałach. Zakres energii wynosił od 0,3 do 20 keV. Całe 16 punktowe spektrum było zbierane przy różnych odległościach kątowych od Słońca: na linii ze Słońcem, -12° (minus oznacza na lewo od Słońca), -6°, 0°, 6°, 12°, 90°, 180°, 270°. W trybie czasu rzeczywistego, 128 punktowe spektrum było zbierane co 128 sekund. Z trybu zapisu danych uzyskano niewiele informacji.
- detektor promieniowania tła
- detektor na ciele stałym

Przyrząd miał za zadanie badać intensywność, rozkład przestrzenny, zmienność czasową i spektra elektronów w regionie przejściowym i w ogonie ziemskiej magnetosfery. Czujnik składał się z detektora półprzewodnikowego z osłoną ze złota. Przed światłem słonecznym chroniły go dwie warstwy folii niklowej. Strata energii jakiej doznawały w niej elektrony była praktycznie zaniedbywalna. Przyrząd rejestrował elektrony o energiach 45-430 keV i protony o energiach 180-570 keV. Spektrum było zbierane sekwencyjnie przez analizator impulsowo-amplitudowy w siedmiu punktach. Odróżnienie elektronów od protonów było możliwe poprzez porównanie danych z licznikami Geigera-Mullera, opisanym poniżej.
- Liczniki Geigera-Mullera

Przyrząd służył do odróżniania elektronów od protonów rejestrowanych przez detektor na ciele stałym. Składał się z dwóch liczników Geigera. Jeden z progiem elektronów na poziomie 46 keV; drugi, na poziomie 125 keV.
- Magnetometr

Dostarczony przez TRW przyrząd służył do wykrywania eksplozji jądrowych. Składał się z jednoosiowego magnetometru indukcyjnego ułożonego poprzecznie do osi obrotu statku. Wyjście czujnika było logarytmiczne, o zakresie od 0 do 36 gamma. Przyrząd był próbkowany co 1 sekundę, a jego pasmo wynosiło od 1,75 do 2,25 Hz. Dane otrzymywane przez magnetometr zakłócone były silnymi i zmiennymi polami wytwarzanymi przez statek.